# ContactOffice
ContactOffice é um aplicativo de trabalho colaborativo (escritório virtual, groupware) acessível por um navegador web (browser), desenvolvido pelo ContactOffice Group. É composto de um conjunto de ferramentas integradas (correio eletrônico, calendário, armazenagem de documentos, gerenciamento de contatos, de tarefas, de notas, de bookmarks etc.).
O aplicativo está disponível:
- em modo SaaS (Software as a service), hospedado nos servidores compartilhados de ContactOffice;
- em modo licença, hospedado no servidor do usuário.

Em novembro de 2010, o editor de software ContatOffice reportou um total de 450.000 usuários.

## Características
O aplicativo está escrito principalmente em Java. A nova interface do escritório virtual ContatOffice foi desenvolvida em AJAX, por meio do Google Web Toolkit (GWT) e, por isso, o ambiente do usuário é similar ao de clientes tradicionais (arrastar e largar, clicar com o botão direito etc). Os componentes do aplicativo são baixados no cache do navegador e os dados são armazenados no servidor.

## Funcionalidades

### Correio eletrônico
ContactOffice oferece um gerenciador de mensagens (webmail) associado a um servidor SMTP, POP e IMAP. Além do gerenciador de mensagens, os e-mails são acessíveis pela maioria dos clientes tradicionais (Mozilla Thunderbird, Outlook Express etc) via POP e/ou IMAP. ContactOffice possui também clientes POP e IMAP que possibilitam acesso a contas distantes de e-mail.

### Documentos
ContactOffice possibilita o armazenamento de documentos. Eles podem ser gerenciados pela interface web e/ou pelo servidor WebDAV. A interface web de ContactOffice possui também um cliente WebDAV e SMB/CIFS que permite o acesso a arquivos distantes.

### Calendário
Permite editar eventos ou reuniões (com convites), com notificações por e-mail e/ou SMS. Com o protocolo CalDAV, o calendário de ContactOffice é acessado em leitura e escrita via outros softwares como iCal, Sunbird ou ainda o calendário iPhone (a partir da versão 3).

### Compartilhamento
Em cada ferramenta, o usuário pode, se desejar, compartilhar seus dados com outros usuários, por exemplo em um grupo, usando um sistema de direitos específicos (por exemplo, acesso somente em modo leitura a alguns arquivos de uma pasta).
A maioria das ferramentas permite que acréscimos/modificações sejam vistos via feed RSS.

### Interação
Em cada ferramenta, os dados podem ser importados ou exportados nos formatos correspondentes (por exemplo, vCal/iCal para o calendário).
Uma API XML-RPC possibilita operações não interativas em contas e nos dados que elas contêm.

### Sincronização
Contatos, calendários, notas e tarefas podem ser sincronizados com a maioria dos gerenciadores de informações pessoais, incluindo Blackberry e iPhone.

## Modo SaaS
ContactOffice pode ser acessado em modo Software as a service (Software as a Service) usando o aplicativo hospedado na infra-estrutura do editor. As contas criadas são gratuitas. Pode-se optar por versões pagas em função do número de funcionalidades proposto, da capacidade de armazenamento e da customização.

## Modo Licença
O aplicativo pode ser instalado em infra-estruturas Linux ou Windows e pode, opcionalmente, ser interfaceado com outros softwares como Apache (servidor web), SpamAssassin (antispam), ClamAV (antivírus) etc. Para a autenticação, é possível apoiar-se em um anuário LDAP ou em um mecanismo SSO (Single Sign On) como o CAS. Enfim, ContactOffice pode ser usado em sistemas educativos, em escolas e universidades, por exemplo para trabalhos escolares, fóruns de grupos etc.